# Дионисий (Папавасилиу)
Епи́скоп Диони́сий (греч. Επίσκοπος Διονύσιος, в миру Констанди́нос Папавасили́у, греч. Κωνσταντίνος Παπαβασιλείου; род. 1972, Драма) — архиерей Константинопольской православной церкви, епископ Котиайский (с 2022), викарий Италийской митрополии.

## Биография
Родился в 1972 году в городе Драма, в Греции.
В 1995 году был хиротонисан во диакона, а в 1996 году в Салониках — в сан пресвитера. С 1998 года служит в греческом православном приходе в Болонье.
28 ноября 2022 года Священным синодом Константинопольской православной церкви был избран епископом Котиайским, викарием Италийской митрополии.
6 декабря 2022 года в кафедральном соборе Сан-Джорджо-деи-Гречи в Венеции состоялась его архиерейская хиротония. Хиротонию возглавил митрополит Италийский Поликарп (Ставропулос). Ему сослужили: митрополит Керкирский, Паксийский и Диапонтийский Нектарий (Довас) (Элладская ПЦ), митрополит Китруский, Катеринский и Платамонский Георгий (Хризостому), митрополит Швейцарский Максим (Пофос) и митрополит Сисанийский и Сьятистский Афанасий (Яннусас).